# Teorema de los círculos de Descartes

Circunferencias "que se besan". Dadas tres circunferencias exteriormente tangentes entre sí (color negro), existen, en general, dos posibles soluciones (color rojo) para el radio que puede tener una cuarta circunferencia tangente a las otras tres

En geometría, el teorema de las circunferencias de Descartes (también denominado teorema de los círculos de Descartes, o simplemente teorema de Descartes) establece que por cada cuatro circunferencias que se besan entre sí, es decir, que son tangentes en seis puntos, sus radios satisfacen una determinada ecuación de segundo grado. Resolviendo esta ecuación, se puede construir una cuarta circunferencia que sea tangente a tres circunferencias dadas mutuamente tangentes entre sí. El teorema recibe su nombre del matemático y filósofo francés René Descartes (1596-1650), quien lo formuló en 1643.
Un poema publicado en 1936 del matemático y químico británico Frederick Soddy (1877-1956), titulado «The Kiss Precise (El Beso Preciso)», resume el teorema mencionando las «curvaturas» (los valores inversos de los radios con signo) de las cuatro circunferencias:

The sum of the squares of all four bends

Is half the square of their sum
La suma de los cuadrados de las cuatro curvaturas

es la mitad del cuadrado de su suma.

Se deducen casos especiales del teorema cuando una o dos de las circunferencias se sustituyen por una línea recta (que tiene curvatura cero) o cuando las curvaturas son números enteros o cuadrados perfectos. Una versión del teorema que utiliza números complejos permite calcular los centros de las circunferencias, y no solo sus radios. Con una definición adecuada de curvatura, el teorema también se aplica en geometría esférica y en geometría hiperbólica. En dimensiones superiores, una ecuación cuadrática análoga se aplica a sistemas de esferas o hiperesferas tangentes por pares.

## Historia
Los problemas geométricos que involucran circunferencias tangentes han sido objeto de estudio durante milenios. En la antigua Grecia del siglo III a. C., Apolonio de Perge dedicó un libro entero al tema, titulado Ἐπαφαί [Tangencias]. El texto se ha perdido, y se conoce en gran parte a través de una descripción de su contenido realizada por Papo de Alejandría y a través de referencias fragmentarias a él en la matemática islámica. Sin embargo, la geometría griega se centró en gran medida en los problemas resolubles con regla y compás. Por ejemplo, el problema de Apolonio, estrechamente relacionado con el teorema de Descartes, pide la construcción de un circunferencia tangente a tres circunferencias dadas que no necesitan ser tangentes entre sí. En cambio, el teorema de Descartes se formula utilizando relaciones algebraicas entre números que describen formas geométricas. Este hecho es característico de la geometría analítica, un campo iniciado por René Descartes y por Pierre de Fermat en la primera mitad del siglo XVII.
Descartes abordó brevemente el problema de las circunferencias tangentes en 1643, en dos cartas a la princesa Isabel de Bohemia y del Palatinado, e inicialmente le planteó el problema de Apolonio. Después de que los resultados parciales de Isabel revelaran que resolver el problema completo analíticamente sería demasiado tedioso, simplificó el problema al caso en que las tres circunferencias dadas son mutuamente tangentes, y al resolver este problema simplificado, ideó la ecuación que describe la relación entre los radios, o curvaturas, de cuatro circunferencias tangentes por pares. Este resultado se conoció como el teorema de Descartes, aunque el propio Descartes no dejó constancia del razonamiento mediante el cual halló esta relación.
En el wasan (nombre que recibe el estudio de problemas geométricos en Japón) se hacía referencia frecuentemente a problemas que involucraban circunferencias y sus tangencias, y el matemático japonés Yamaji Nushizumi formuló una versión del teorema de las circunferencias de Descartes en 1751. Al igual que Descartes, lo expresó como una ecuación polinómica referida a los radios en lugar de a sus curvaturas. El caso especial de este teorema para una línea recta y tres circunferencias se registró en una tablilla japonesa sangaku de 1824.
El teorema de Descartes fue redescubierto en 1826 por Jakob Steiner, en 1842 por Philip Beecroft, y en 1936 por Frederick Soddy. Este último dio su versión de la proposición en forma de un poema, The Kiss Precise, y lo publicó en la revista Nature. Las circunferencias que se besan en este problema a veces se conocen como circunferencias de Soddy. Soddy también extendió el teorema a las esferas, y en otro poema describió la cadena de seis esferas cada una tangente a sus vecinas y a tres esferas dadas mutuamente tangentes, una configuración posteriormente conocida como sexteto de Soddy. Thorold Gosset y otros geómetras extendieron el teorema y el poema a dimensiones arbitrarias. La versión de Gosset fue publicada al año siguiente. La generalización a veces se llama el teorema de Soddy-Gosset, aunque tanto el sexteto como la versión tridimensional eran conocidos antes, en una tablilla japonesa sangaku y en una obra de 1886 de Robert Lachlan. En 2025 se demostró una generalización para múltiples circunferencias besantes en dos dimensiones.
Se han publicado múltiples demostraciones del teorema. La demostración de Steiner utiliza la cadena de Pappus y el teorema de Viviani. Las demostraciones de Philip Beecroft y de Harold Scott MacDonald Coxeter implican cuatro circunferencias más, que pasan por ternas de tangencias de las tres circunferencias originales. Coxeter también proporcionó una demostración utilizando geometría inversiva. Demostraciones adicionales implican argumentos basados en simetría, cálculos del producto exterior o manipulación algebraica de la fórmula de Herón (para lo cual véase circunferencias de Soddy de un triángulo). El resultado también se puede deducir de la observación de que el determinantes de Cayley-Menger de los cuatro centros de las circunferencias coplanarias es cero.

## Enunciado

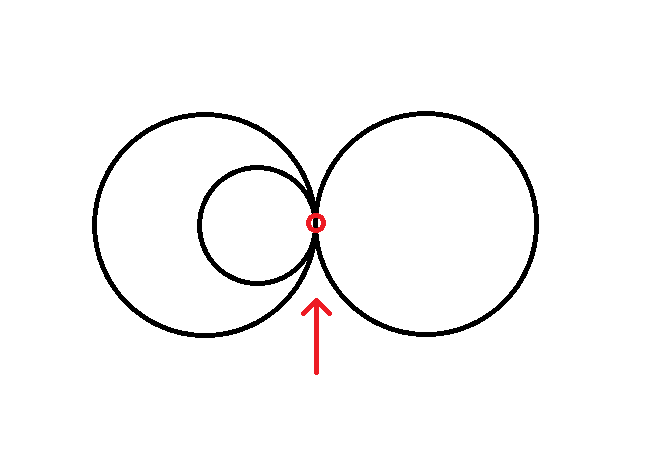
Aquí, como las tres circunferencias son tangentes entre sí en el mismo punto, el teorema de Descartes no se aplica

El teorema de Descartes se enuncia más fácilmente en términos de las curvaturas de las circunferencias. La "curvatura con signo" (o "curvatura") de un circunferencia se define como {\displaystyle k=\pm 1/r}, donde {\displaystyle r} es su radio. Cuanto mayor sea un circunferencia, menor será la magnitud de su curvatura, y viceversa. El signo en {\displaystyle k=\pm 1/r} (representado por el símbolo {\displaystyle \pm }) es positivo para las tres circunferencias dadas y para una circunferencia que es "externamente" tangente a las mencionadas circunferencias; pero para una circunferencia "internamente" tangente (es decir, que queda "circunscrita") a las tres circunferencias dadas, el signo es negativo. Si una línea recta se considera un circunferencia degenerada con curvatura cero (y, por lo tanto, radio infinito), el teorema de Descartes también se aplica a una línea recta y a tres circunferencias que son tangentes entre sí (véase circunferencia generalizada).
Para cuatro circunferencias tangentes entre sí en seis puntos distintos, con curvaturas {\displaystyle k_{i}} para {\displaystyle i=1,\dots ,4}, el teorema de Descartes afirma que:
| {\displaystyle (k_{1}+k_{2}+k_{3}+k_{4})^{2}=2\,(k_{1}^{2}+k_{2}^{2}+k_{3}^{2}+k_{4}^{2}).} | \| \| \| \| \| \| \| \| | {\displaystyle (1)} |
|                                                                                             |                         |                     |
|                                                                                             |                         |                     |

Si una de las cuatro curvaturas se considera variable y las demás constantes, entonces se obtiene una ecuación de segundo grado. Para hallar el radio de una cuarto circunferencia tangente a tres circunferencias que se besan entre sí, la ecuación cuadrática se puede resolver como:
| {\displaystyle k_{4}=k_{1}+k_{2}+k_{3}\pm 2{\sqrt {k_{1}k_{2}+k_{2}k_{3}+k_{3}k_{1}}}.} | \| \| \| \| \| \| \| \| | {\displaystyle (2)} |
|                                                                                         |                         |                     |
|                                                                                         |                         |                     |

El símbolo {\displaystyle \pm } indica que, en general, esta ecuación tiene dos soluciones, y cualquier terna de circunferencias tangentes entre sí tiene dos circunferencias (o rectas degeneradas) tangentes a ellas. Los criterios específicos del problema pueden favorecer una de estas dos soluciones sobre la otra en cualquier problema dado.
El teorema no se aplica a sistemas de circunferencias con más de dos circunferencias tangentes entre sí en el mismo punto. Requiere que los puntos de tangencia sean distintos. Cuando más de dos circunferencias son tangentes en un mismo punto, puede haber una infinidad de circunferencias de este tipo, con curvaturas arbitrarias (véase haz).

## Localización de los centros de las circunferencias
Para determinar completamente una circunferencia, se debe conocer no solo su radio (o curvatura), sino también su centro. La ecuación pertinente se expresa con mayor claridad si las coordenadas cartesianas {\displaystyle (x,y)} se interpretan como números complejos {\displaystyle z=x+iy}. La ecuación se asemeja entonces al teorema de Descartes y, por lo tanto, se denomina «teorema complejo de Descartes». Dadas cuatro circunferencias con curvaturas {\displaystyle k_{i}} y centros {\displaystyle z_{i}} para {\displaystyle i\in \{1,2,3,4\}}, se cumple la siguiente igualdad además de la ecuación (1):
| {\displaystyle (k_{1}z_{1}+k_{2}z_{2}+k_{3}z_{3}+k_{4}z_{4})^{2}=2\,(k_{1}^{2}z_{1}^{2}+k_{2}^{2}z_{2}^{2}+k_{3}^{2}z_{3}^{2}+k_{4}^{2}z_{4}^{2}).} | \| \| \| \| \| \| \| \| | {\displaystyle (3)} |
| |                         |                     |
| |                         |                     |

Una vez hallada {\displaystyle k_{4}} utilizando la ecuación (2), se puede proceder a calcular {\displaystyle z_{4}} resolviendo la ecuación (3) como una ecuación cuadrática, lo que resulta en una forma similar a la ecuación (2):
{\displaystyle z_{4}={\frac {z_{1}k_{1}+z_{2}k_{2}+z_{3}k_{3}\pm 2{\sqrt {k_{1}k_{2}z_{1}z_{2}+k_{2}k_{3}z_{2}z_{3}+k_{1}k_{3}z_{1}z_{3}}}}{k_{4}}}.}
De nuevo, en general, hay dos soluciones para {\displaystyle z_{4}} correspondientes a las dos soluciones para {\displaystyle k_{4}}. El signo más/menos en la fórmula anterior para {\displaystyle z_{4}} no corresponde necesariamente al signo más/menos en la fórmula para {\displaystyle k_{4}}.

## Casos especiales

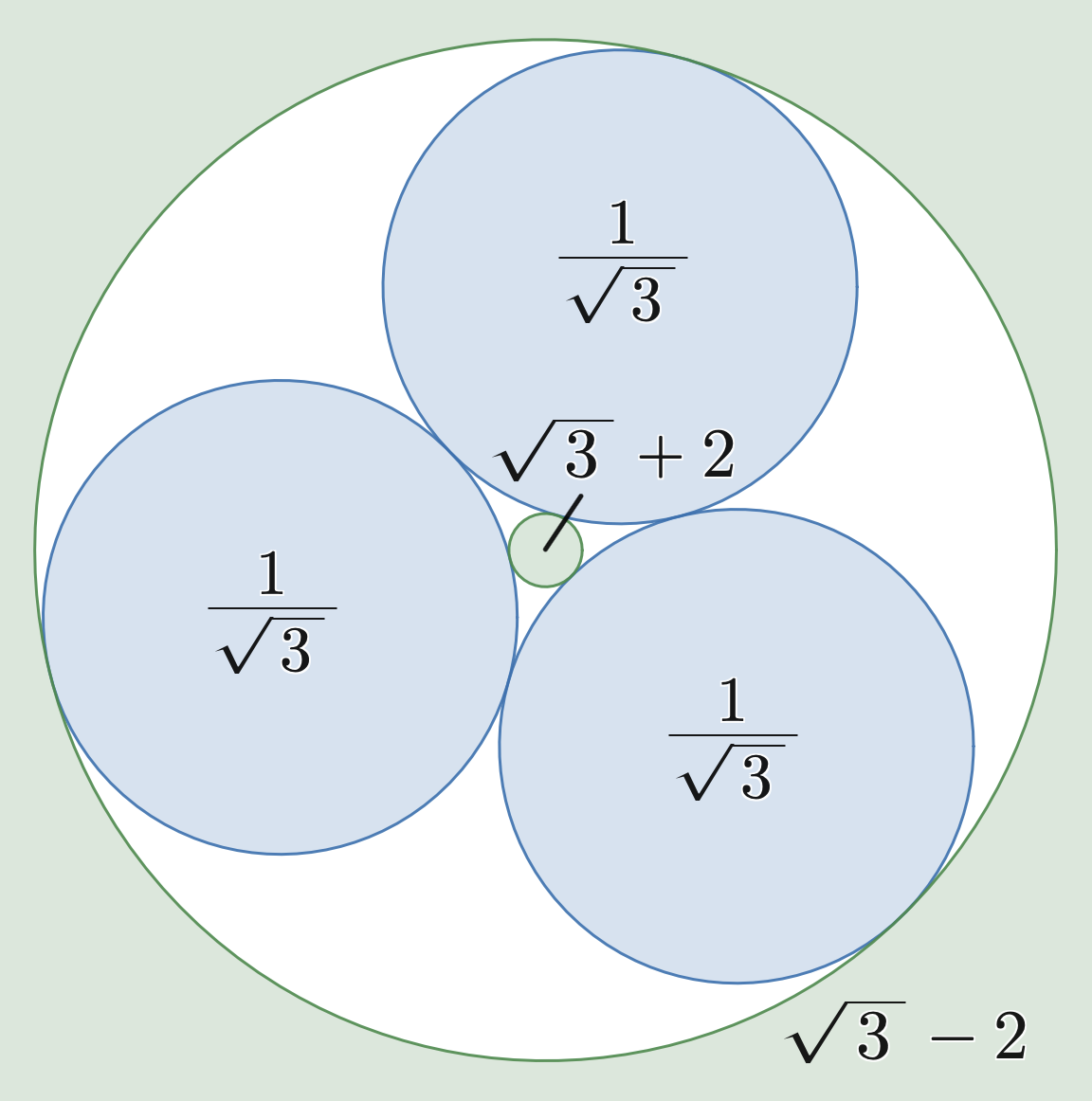
Tres circunferencias de curvatura congruente k= 1/ (y por lo tanto, de igual radio) y mutuamente tangentes entre sí, son tangentes a dos circunferencias de curvaturas k= ± 2 respectivamente

### Tres circunferencias congruentes
Cuando tres de los cuatro circunferencias son congruentes (es decir, tienen igual radio, y por lo tanto, igual curvatura), sus centros forman un triángulo equilátero, al igual que sus puntos de tangencia. Las dos posibilidades para una cuarta circunferencia (tangente a las otras tres) son concéntricas, y la ecuación (2) se reduce a:
{\displaystyle k_{4}=(3\pm 2{\sqrt {3}})k_{1}.}

### Una o más rectas

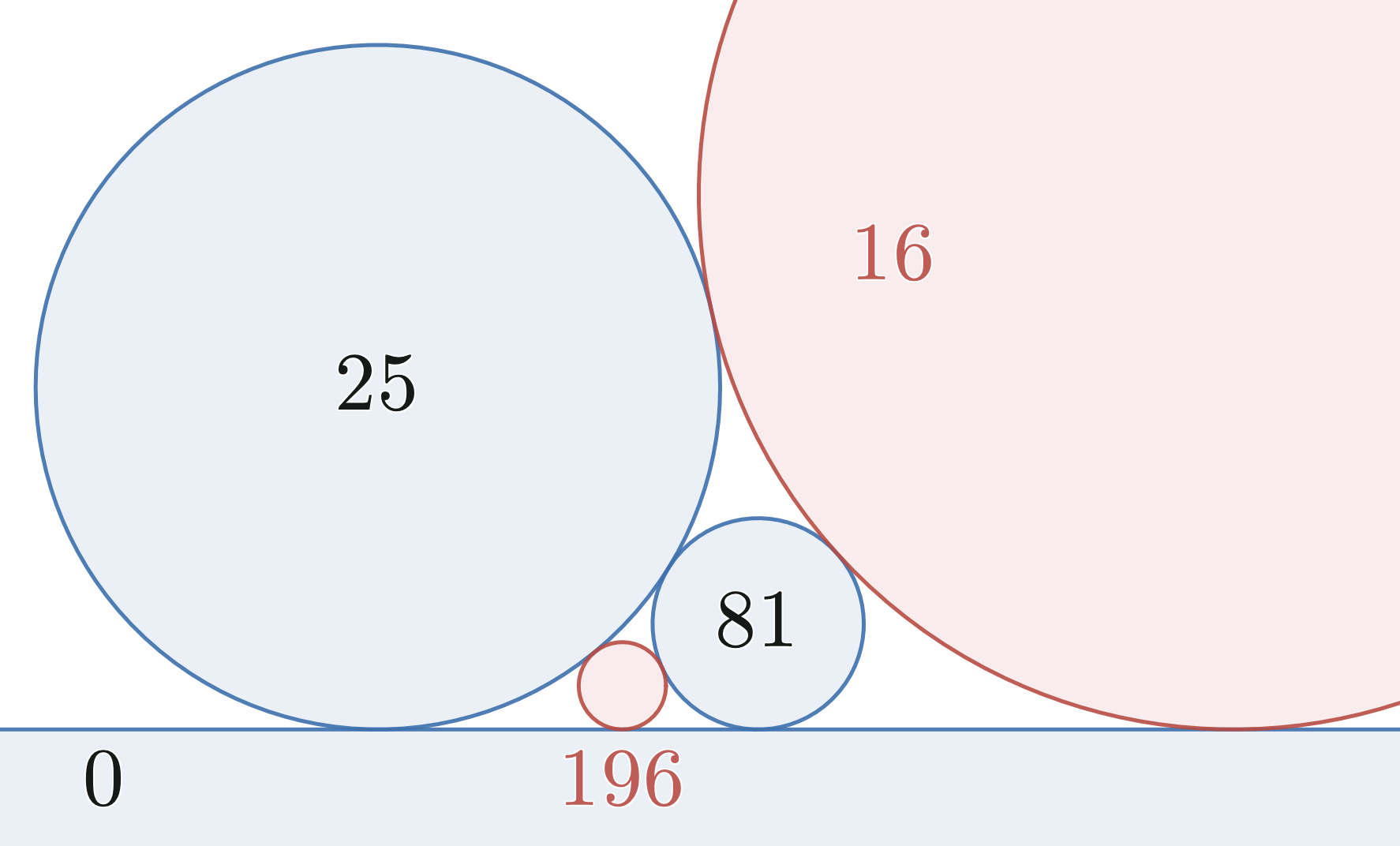
El teorema de Descartes todavía se aplica cuando una de las circunferencias se reemplaza por una línea recta (cuya curvatura es cero)

Si una de las tres circunferencias se reemplaza por una línea recta tangente a las circunferencias restantes, entonces su curvatura es cero y se elimina de la ecuación (1). Por ejemplo, si {\displaystyle k_{3}=0}, entonces la ecuación (1) se puede factorizar como :
{\displaystyle {\begin{aligned}&{\bigl (}{\sqrt {k_{1}}}+{\sqrt {k_{2}}}+{\sqrt {k_{4}}}{\bigr )}{\bigl (}{{\sqrt {k_{2}}}+{\sqrt {k_{4}}}-{\sqrt {k_{1}}}}{\bigr )}\\[3mu]&\quad {}\cdot {\bigl (}{\sqrt {k_{1}}}+{\sqrt {k_{4}}}-{\sqrt {k_{2}}}{\bigr )}{\bigl (}{\sqrt {k_{1}}}+{\sqrt {k_{2}}}-{\sqrt {k_{4}}}{\bigr )}=0,\end{aligned}}}
y la ecuación (2) se simplifica a:
{\displaystyle k_{4}=k_{1}+k_{2}\pm 2{\sqrt {k_{1}k_{2}}}.}
Sacar la raíz cuadrada de ambos lados conduce a otra formulación alternativa de este caso, (con {\displaystyle k_{1}\geq k_{2}}),
{\displaystyle {\sqrt {k_{4}}}={\sqrt {k_{1}}}\pm {\sqrt {k_{2}}},}
que se ha descrito como "una especie de versión demente del teorema de Pitágoras".
Si dos circunferencias se sustituyen por rectas, la tangencia entre las dos circunferencias sustituidas se convierte en un paralelismo entre las dos rectas sustituidas. En este caso, with {\displaystyle k_{2}=k_{3}=0}, la ecuación (2) se reduce a la igualdad trivial:
{\displaystyle \displaystyle k_{4}=k_{1}.}
Esto corresponde a la observación de que, para que las cuatro curvas permanezcan mutuamente tangentes, las otras dos circunferencias deben ser congruentes.

### Curvaturas enteras

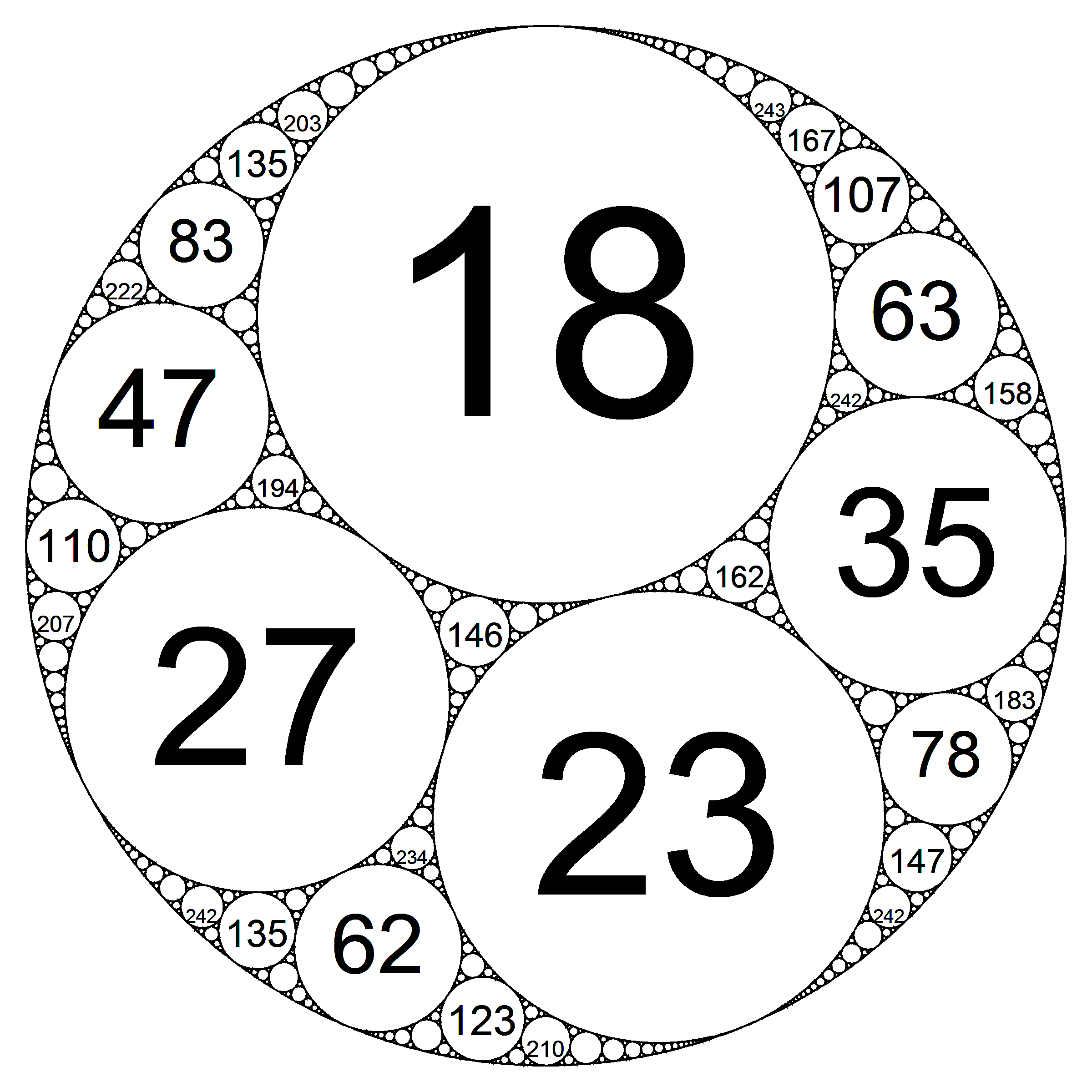
Un tamiz de Apolonio con curvaturas enteras, generado por cuatro circunferencias mutuamente tangentes con curvaturas -10 (la circunferencia exterior), 18, 23 y 27

Cuando cuatro circunferencias tangentes descritas por la ecuación (2) tienen curvaturas enteras, la cuarta circunferencia alternativa descrita por la segunda solución de la ecuación también debe tener una curvatura entera. Esto se debe a que ambas soluciones difieren un entero en la raíz cuadrada de un entero, por lo que cualquiera de las soluciones solo puede ser un entero si esta raíz cuadrada, y por lo tanto la otra solución, también es un entero. Cada cuatro enteros que satisfacen la ecuación del teorema de Descartes forman las curvaturas de cuatro circunferencias tangentes.. Las cuádruplas enteras de este tipo también están estrechamente relacionadas con los triángulo heronianos, triángulos con lados y área enteros.
Partiendo de cuatro circunferencias mutuamente tangentes cualesquiera y reemplazando repetidamente una de ellas por su solución alternativa (operación denominada salto de Vieta), de todas las maneras posibles, se obtiene un sistema de infinitas circunferencias tangentes llamado tamiz de Apolonio. Cuando las cuatro circunferencias iniciales tienen curvaturas enteras, también las tiene cada reemplazo y, por lo tanto, todas los circunferencias del tamiz tienen curvaturas enteras. Cuatro circunferencias tangentes cualesquiera con curvaturas enteras pertenecen a una de estas juntas, descrita únicamente por su "raíz cuádruple" de las cuatro circunferencias mayores y las cuatro curvaturas menores. Esta "raíz cuádruple" se puede obtener, a partir de cualquier otra "raíz cuádruple" del mismo tamiz, reemplazando repetidamente la circunferencia menor por una mayor que resuelva la misma ecuación de Descartes, hasta que dicha reducción sea imposible.
Una "raíz cuádruple" se dice "primitiva" si no tiene un "máximo común divisor" no trivial. Toda "raíz cuádruple" primitiva se puede obtener a partir de la factorización de una suma de dos cuadrados, {\displaystyle n^{2}+m^{2}=de}, como quadruple {\displaystyle (-n,\,d+n,\,e+n,\,d+e+n-2m)}. Para ser primitiva, debe satisfacer las condiciones adicionales {\displaystyle {\text{mcd(n,d,e)}}=1} y {\displaystyle -n\leq 0\leq 2m\leq d\leq e}. Las factorizaciones de sumas de dos cuadrados se pueden obtener utilizando el teorema de la suma de dos cuadrados. Cualquier otro tamiz de Apolonio entero se puede formar multiplicando una raíz cuádruple primitiva por un entero arbitrario, y cualquier cuádrupla en uno de estos tamices (es decir, cualquier solución entera a la ecuación de Descartes) se puede formar invirtiendo el proceso de reemplazo usado para encontrar la raíz cuádruple. Por ejemplo, el tamiz con raíz cuádruple {\displaystyle (-10,18,23,27)}, que se muestra en la figura, se genera de esta manera a partir de la suma factorizada de dos cuadrados {\displaystyle 10^{2}+2^{2}=8\cdot 13}.

### Circunferencias de Ford

Circunferencias de Ford en el intervalo unidad

Los casos especiales de una recta y curvaturas enteras se combinan en las circunferencias de Ford, que constituyen una familia infinita de circunferencias tangentes al eje {\displaystyle x} de coordenadas cartesianas en sus puntos racionales. Cada fracción {\displaystyle p/q} (en su mínima expresión) tiene un circunferencia tangente a la recta en el punto {\displaystyle (p/q,0)} con curvatura {\displaystyle 2q^{2}}. Tres de estas curvaturas, junto con la curvatura cero del eje, cumplen las condiciones del teorema de Descartes siempre que los denominadores de dos de las fracciones correspondientes sumen el denominador de la tercera. Las dos circunferencias de Ford para las fracciones {\displaystyle p/q} y {\displaystyle r/s} (ambas en su mínima expresión) son tangentes a when {\displaystyle |ps-qr|=1}. Cuando son tangentes, forman una cuádrupla de circunferencias tangentes con el eje {\displaystyle x} y con la circunferencia para su mediante {\displaystyle (p+r)/(q+s)}.
Los circunferencias de Ford pertenecen a un tamiz de Apolonio especial con raíz cuádruple {\displaystyle (0,0,1,1)}, limitada entre dos rectas paralelas, que pueden tomarse como el eje {\displaystyle x} y como el eje {\displaystyle y=1}. Este es el único tamiz de Apolonio que contiene una recta y no está limitado por un circunferencia de curvatura negativa. Las circunferencias de Ford son las circunferencias de este tamiz que son tangentes al eje {\displaystyle x}.

### Progresión geométrica

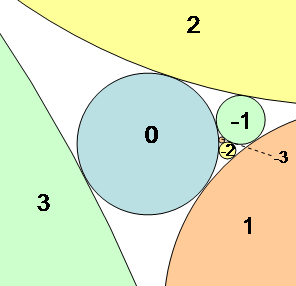
Sucesión loxodrómica de circunferencias tangentes de Coxeter. Cada circuferencia está etiquetada mediante un entero i, su posición en la secuencia; tiene radio ρ^{i} y curvatura ρ^{−i}

Cuando se supone que los cuatro radios de las circunferencias del teorema de Descartes están en una progresión geométrica con razón {\displaystyle \rho }, las curvaturas también están en la misma progresión (a la inversa). Al sustituir esta razón en el teorema, se obtiene la ecuación
{\displaystyle 2(1+\rho ^{2}+\rho ^{4}+\rho ^{6})=(1+\rho +\rho ^{2}+\rho ^{3})^{2},}
que solo tiene una solución real mayor que uno: la razón
{\displaystyle \rho =\varphi +{\sqrt {\varphi }}\approx 2.89005\ ,}
donde {\displaystyle \varphi } es el número áureo. Si se continúa la misma progresión en ambas direcciones, cada cuatro números consecutivos describen circunferencias que obedecen al teorema de Descartes. La progresión geométrica de circunferencias de doble extremo resultante puede organizarse en un único patrón espiral de circunferencias tangentes, llamado sucesión loxodrómica de circunferencias tangentes de Coxeter. Fue descrito por primera vez, junto con construcciones análogas en dimensiones superiores, por H. S. M. Coxeter en 1968.

## Circunferencias de Soddy de un triángulo
Cualquier triángulo en el plano tiene tres circunferencias tangentes externamente centradas en sus vértices. Sean {\displaystyle A,B,C} los tres puntos, {\displaystyle a,b,c} las longitudes de los lados opuestos, y {\textstyle s={\tfrac {1}{2}}(a+b+c)} el semiperímetro. Estas tres circunferencias tienen radios {\displaystyle s-a,s-b,s-c}. Por el teorema de Descartes, dos circunferencias más, a veces llamadas circunferencias de Soddy, son tangentes a estas tres circunferencias. Están separadas por el incírculo, uno interior a él y otro exterior. El teorema de Descartes puede ser usado para demostrar que la curvatura de la circunferencia de Soddy interior is {\textstyle (4R+r+2s)/\Delta }, donde {\displaystyle \Delta } es el área del triángulo, {\displaystyle R} es su circunradio, y {\displaystyle r} es su inradio. La circunferencia de Soddy exterior tiene curvatura {\textstyle (4R+r-2s)/\Delta }. La curvatura interior siempre es positiva, pero la curvatura exterior puede ser positiva, negativa, o cero. Los triángulos cuya circunferencia exterior degenera en una línea recta con curvatura cero han sido llamados "triángulos Soddyianos".

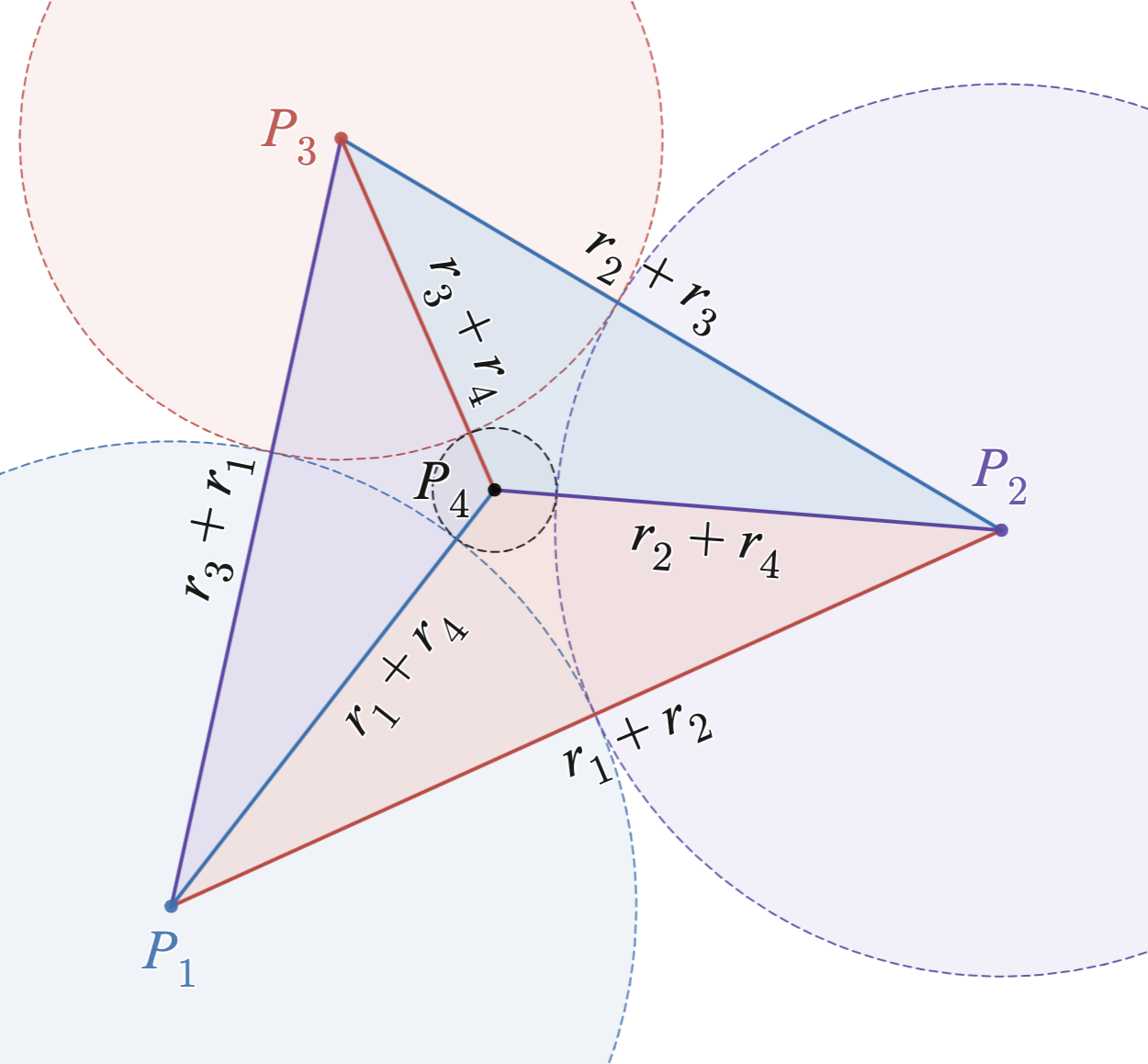
Cuatro triángulos con vértices en los centros de las circunferencias de Soddy

Una de las muchas demostraciones del teorema de Descartes se basa en esta conexión con la geometría de triángulos y en la fórmula de Herón para el área de un triángulo en función de las longitudes de sus lados.
Si tres circunferencias son tangentes externamente, con radios {\displaystyle r_{1},r_{2},r_{3},}, entonces sus centros {\displaystyle P_{1},P_{2},P_{3}} forman los vértices de un triángulo con lados {\displaystyle r_{1}+r_{2},}, {\displaystyle r_{1}+r_{3},} y {\displaystyle r_{2}+r_{3},}, y semiperímetro {\displaystyle r_{1}+r_{2}+r_{3}.} Según la fórmula de Heron, este triángulo {\displaystyle \triangle P_{1}P_{2}P_{3}} tiene área:
{\displaystyle {\sqrt {r_{1}r_{2}r_{3}(r_{1}+r_{2}+r_{3})}}.}
Considérese ahora la circunferencia interior de Soddy con radio {\displaystyle r_{4},} centrado en el punto {\displaystyle P_{4}} dentro del triángulo. El triángulo {\displaystyle \triangle P_{1}P_{2}P_{3}} se puede descomponer en tres triángulos más pequeños, {\displaystyle \triangle P_{1}P_{2}P_{4},}, {\displaystyle \triangle P_{4}P_{2}P_{3},} y {\displaystyle \triangle P_{1}P_{4}P_{3},}, cuyas áreas se pueden obtener sustituyendo {\displaystyle r_{4}} por uno de los otros radios en la fórmula del área anterior. El área del primer triángulo es igual a la suma de estas tres áreas:
{\displaystyle {\begin{aligned}{\sqrt {r_{1}r_{2}r_{3}(r_{1}+r_{2}+r_{3})}}={}&{\sqrt {r_{1}r_{2}r_{4}(r_{1}+r_{2}+r_{4})}}+{}\\&{\sqrt {r_{1}r_{3}r_{4}(r_{1}+r_{3}+r_{4})}}+{}\\&{\sqrt {r_{2}r_{3}r_{4}(r_{2}+r_{3}+r_{4})}}.\end{aligned}}}
Una cuidadosa manipulación algebraica muestra que esta fórmula es equivalente a la ecuación (1), el teorema de Descartes.

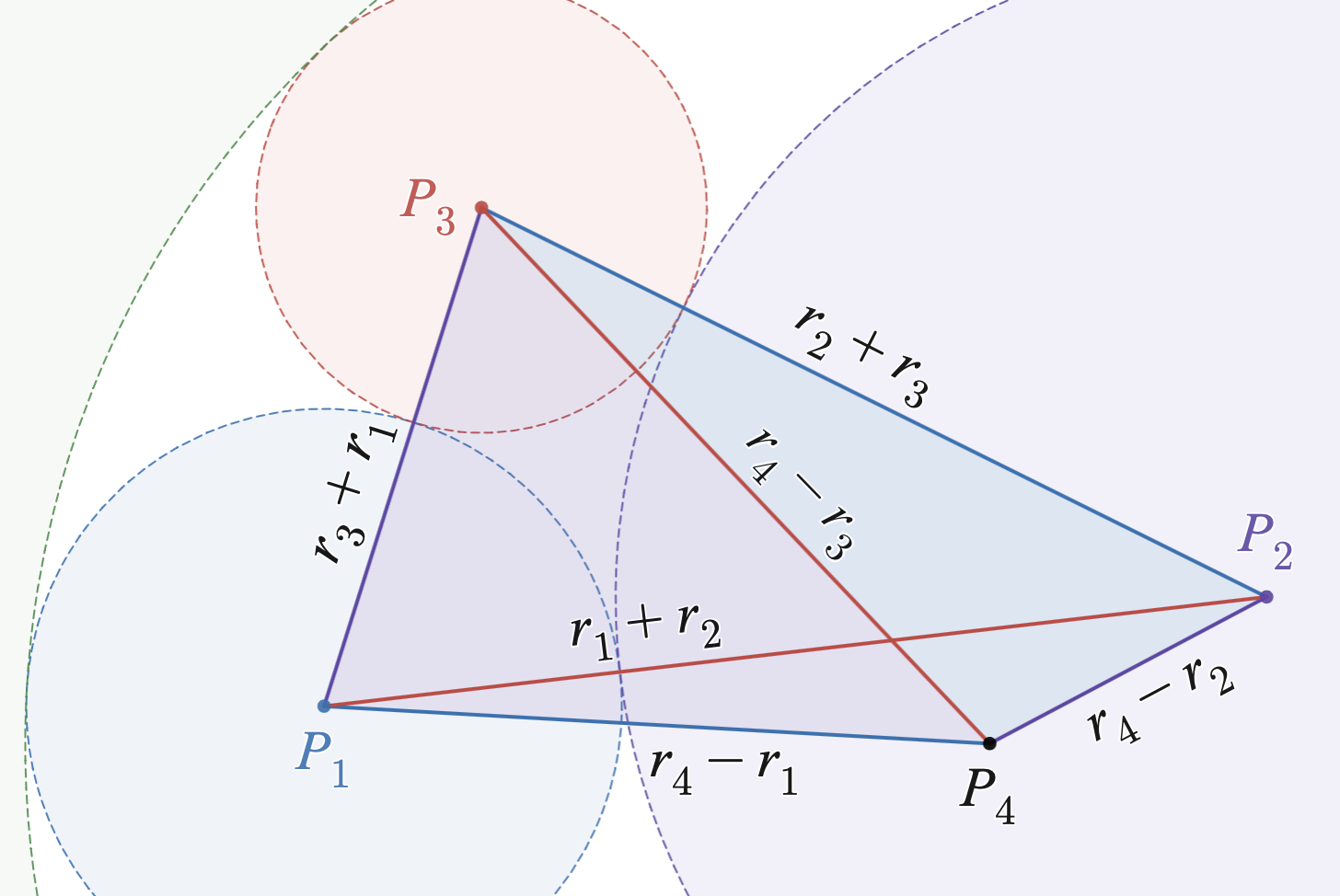
Aquí, el centro exterior de Soddy se encuentra fuera del triángulo

Este análisis abarca todos los casos en los que cuatro circunferencias son tangentes externamente; una siempre es la circunferencia de Soddy interna de las otras tres. Los casos en los que una de las circunferencias es tangente internamente a las otras tres y forma su circunferencia de Soddy externa son similares. De nuevo, los cuatro centros {\displaystyle P_{1},P_{2},P_{3},P_{4}} forman cuatro triángulos, pero (siendo {\displaystyle P_{4}} el centro de la circunferencia de Soddy externa) los lados del triángulo incidente a {\displaystyle P_{4}} tienen longitudes que son diferencias de radios, {\displaystyle r_{4}-r_{1},}, {\displaystyle r_{4}-r_{1},} y {\displaystyle r_{4}-r_{3},}, en lugar de sumas. {\displaystyle P_{4}} puede estar dentro o fuera del triángulo formado por los otros tres centros. Cuando está dentro, el área de este triángulo es igual a la suma de las áreas de los otros tres triángulos, como se indicó anteriormente. Cuando está fuera, el cuadrilátero formado por los cuatro centros puede subdividirse por una diagonal en dos triángulos, de dos maneras diferentes, obteniendo una igualdad entre la suma de las áreas de dos triángulos y la suma de las áreas de los otros dos. En todos los casos, la ecuación del área se reduce al teorema de Descartes. Este método no se aplica directamente a los casos en los que una de las circunferencias degenera en una línea recta, pero estas pueden considerarse un caso límite de las circunferencias.

## Generalizaciones

### Configuraciones arbitrarias de cuatro circunferencias
El teorema de Descartes puede expresarse como una matriz y se generaliza a otras configuraciones de cuatro circunferencias orientadas modificando la matriz. Sea {\displaystyle \mathbf {k} } un vector columna de las cuatro curvaturas circulares y {\displaystyle \mathbf {Q} } una matriz simétrica cuyos coeficientes {\displaystyle q_{i,j}} representan la orientación relativa entre los circunferencias orientados i y j en su punto de intersección:
{\displaystyle \mathbf {Q} ={\begin{bmatrix}{\phantom {-}}1&-1&-1&-1\\-1&{\phantom {-}}1&-1&-1\\-1&-1&{\phantom {-}}1&-1\\-1&-1&-1&{\phantom {-}}1\\\end{bmatrix}},\qquad \mathbf {Q} ^{-1}={\frac {1}{4}}{\begin{bmatrix}{\phantom {-}}1&-1&-1&-1\\-1&{\phantom {-}}1&-1&-1\\-1&-1&{\phantom {-}}1&-1\\-1&-1&-1&{\phantom {-}}1\\\end{bmatrix}}.}
Entonces, la ecuación (1) se puede reescribir como la ecuación matricial
{\displaystyle \mathbf {k} ^{\mathsf {T}}\mathbf {Q} ^{-1}\mathbf {k} =0.}
Como generalización del teorema de Descartes, una matriz simétrica modificada {\displaystyle \mathbf {Q} } puede representar cualquier configuración deseada de cuatro circunferencias, reemplazando cada coeficiente por la "inclinación" {\displaystyle q_{i,j}} entre dos circunferencias, definida como
{\displaystyle q_{i,j}={\frac {r_{i}^{2}+r_{j}^{2}-d_{i,j}^{2}}{2r_{i}r_{j}}},}
donde {\displaystyle r_{i},r_{j}} son los radios respectivos de las circunferencias y {\displaystyle d_{i,j}} es la distancia euclidiana entre sus centros. Cuando las circunferencias se intersecan, {\displaystyle q_{i,j}=\cos(\theta _{i,j})}, es el coseno del ángulo de intersección entre las circunferencias. La inclinación, a veces llamada distancia inversiva, es {\displaystyle 1} cuando las circunferencias son tangentes y tienen la misma orientación en su punto de tangencia, {\displaystyle -1} cuando las dos circunferencias son tangentes y tienen orientación opuesta en el punto de tangencia, {\displaystyle 0} para circunferencias ortogonales, fuera del intervalo {\displaystyle [-1,1]} para circunferencias que no se intersecan, y {\displaystyle \infty } en el límite cuando una circunferencia degenera en punto..
La ecuación {\displaystyle \mathbf {k} ^{\mathsf {T}}\mathbf {Q} ^{-1}\mathbf {k} =0} se cumple para cualquier configuración arbitraria de cuatro circunferencias en el plano, siempre que {\displaystyle \mathbf {Q} } sea la matriz apropiada de inclinaciones por pares.

### Geometría esférica e hiperbólica

k= 1/}}, en azul) para los cuales ambas circunferencias tangentes a las otras tres (en verde) tienen el mismo radio (math

El teorema de Descartes se generaliza a circunferencias grandes o pequeñas mutuamente tangentes en geometría esférica si la curvatura de la circunferencia {\displaystyle j} se define como {\textstyle k_{j}=\cot \rho _{j},} = curvatura geodésica de la circunferencia con respecto a la esfera, que es igual a la función trigonométrica de la circunferencia de redio intrínseco orientado {\displaystyle \rho _{j}.} Entonces:
{\displaystyle (k_{1}+k_{2}+k_{3}+k_{4})^{2}=2(k_{1}^{2}+k_{2}^{2}+k_{3}^{2}+k_{4}^{2})+4.}
Resolviendo una de las curvaturas en función de las otras tres,
{\displaystyle k_{4}=k_{1}+k_{2}+k_{3}\pm 2{\sqrt {k_{1}k_{2}+k_{2}k_{3}+k_{3}k_{1}-1}}.}
Como ecuación matricial,
{\displaystyle \mathbf {k} ^{\mathsf {T}}\mathbf {Q} ^{-1}\mathbf {k} =-1.}
La cantidad {\displaystyle 1/k_{j}=\tan \rho _{j}} es el "diámetro estereográfico" de una circunferencia pequeña. Esta es la longitud euclidiana del diámetro en el plano de proyección estereográfica cuando algún punto de la circunferencia se proyecta al origen. Para un circunferencia máxima, dicha proyección estereográfica es una línea recta que pasa por el origen, y por lo tanto, {\displaystyle k_{j}=0}.

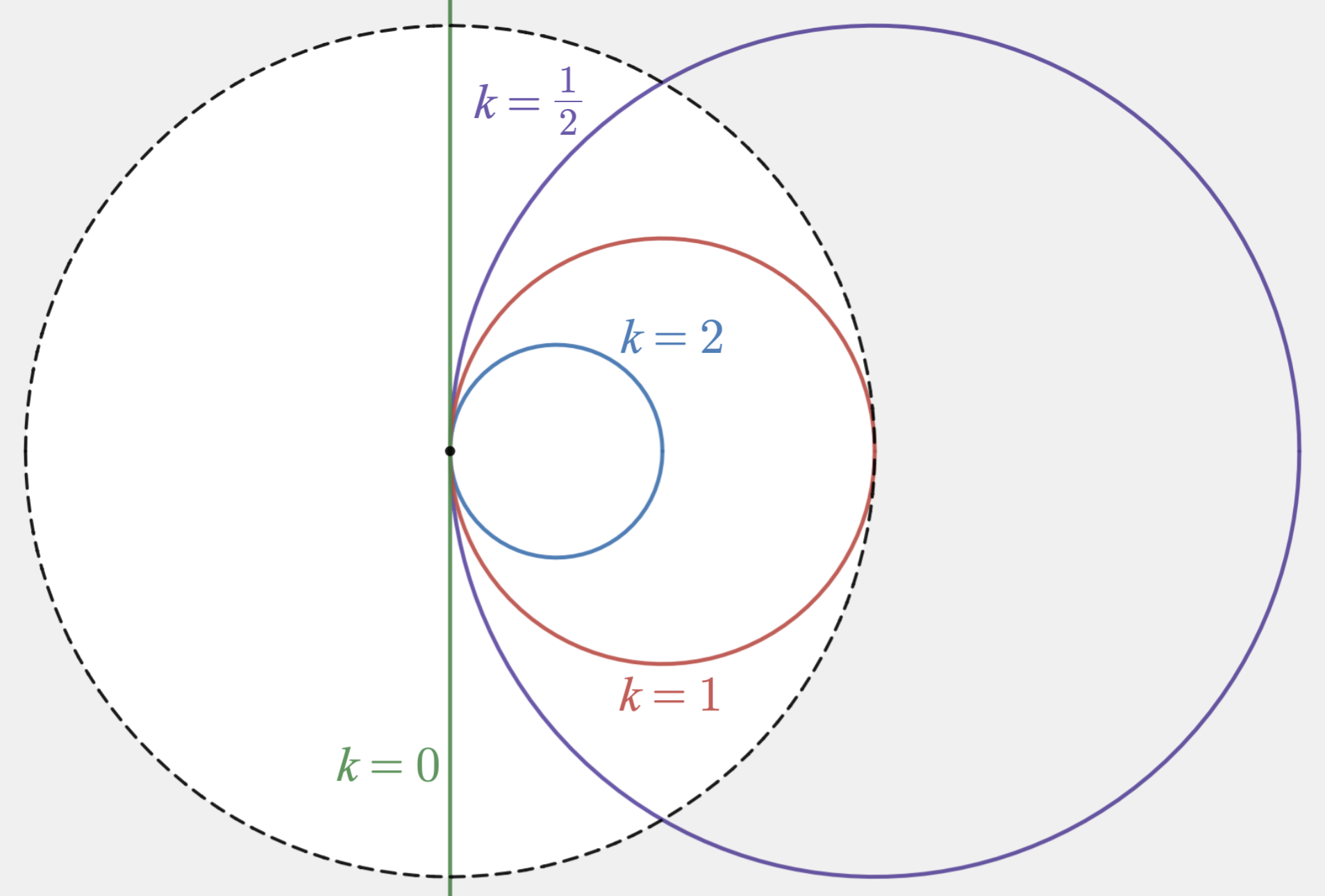
Cuatro círculos generalizados que pasan por el origen del disco de Poincaré del plano hiperbólico: circunferencia (azul), horociclo (rojo), hiperciclo (morado) y geodésico (verde). El límite de los puntos ideales se representa con una línea discontinua, y la región sombreada se encuentra fuera del plano

Asimismo, el teorema se generaliza a circunferencias mutuamente tangentes en geometría hiperbólica si la curvatura del ciclo {\displaystyle j}-ésimo se define como {\textstyle k_{j}=\coth \rho _{j},} la curvatura geodésica de la circunferencia con respecto al plano hiperbólico, la función hiperbólica del radio intrínseco orientado {\displaystyle \rho _{j}.} Entonces:
{\displaystyle (k_{1}+k_{2}+k_{3}+k_{4})^{2}=2(k_{1}^{2}+k_{2}^{2}+k_{3}^{2}+k_{4}^{2})-4.}
Resolviendo una de las curvaturas en función de las otras tres,
{\displaystyle k_{4}=k_{1}+k_{2}+k_{3}\pm 2{\sqrt {k_{1}k_{2}+k_{2}k_{3}+k_{3}k_{1}+1}}.}
Como ecuación matricial,
{\displaystyle \mathbf {k} ^{\mathsf {T}}\mathbf {Q} ^{-1}\mathbf {k} =1.}
Esta fórmula también es válida para configuraciones mutuamente tangentes en geometría hiperbólica, incluyendo hiperciclos y horociclos, si {\displaystyle k_{j}} es la curvatura geodésica del ciclo con respecto al plano hiperbólico, el recíproco del diámetro estereográfico del ciclo. Este es el diámetro bajo proyección estereográfica (disco de Poincaré) cuando un extremo del diámetro se proyecta al origen. Los hiperciclos no tienen un centro ni un radio intrínseco bien definidos, y los horociclos tienen un punto ideal como centro y un radio intrínseco infinito, pero {\displaystyle |k_{j}|>1} como circunferencia hiperbólico, {\displaystyle |k_{j}|=1} como horociclo, {\displaystyle |k_{j}|<1} como hiperciclo y {\displaystyle k_{j}=0} como línea geodésica.

### Dimensiones superiores

Sexteto de Soddy. Cualquier par de esferas verdes adyacentes junto con las dos esferas rojas y la esfera gris exterior satisfacen el caso tridimensional del teorema de Descartes

En el espacio euclídeo {\displaystyle n}-dimensional, el número máximo de hiperesferas mutuamente tangentes es {\displaystyle n+2}. Por ejemplo, en el espacio tridimensional, cinco esferas pueden ser mutuamente tangentes. Las curvaturas de las hiperesferas satisfacen que
{\displaystyle {\biggl (}\sum _{i=1}^{n+2}k_{i}{\biggr )}^{\!2}=n\,\sum _{i=1}^{n+2}k_{i}^{2}}
con el caso {\displaystyle k_{i}=0} correspondiente a un hiperplano plano, generalizando la versión bidimensional del teorema. Aunque no existe un análogo tridimensional de los números complejos, la relación entre las posiciones de los centros se puede reexpresar como una ecuación matricial, que también se generaliza a {\displaystyle n} dimensiones.
En tres dimensiones, supóngase que tres esferas mutuamente tangentes son fijas, y se da una cuarta esfera {\displaystyle S_{1}}, tangente a las tres esferas fijas. La versión tridimensional del teorema de Descartes puede aplicarse para hallar una esfera {\displaystyle S_{2}} tangente a {\displaystyle S_{1}} y a las esferas fijas, y luego aplicarse de nuevo para hallar una nueva esfera {\displaystyle S_{3}} tangente a {\displaystyle S_{2}} y a las esferas fijas, y así sucesivamente. El resultado es una secuencia cíclica de seis esferas, cada una tangente a sus vecinas en la secuencia y a las tres esferas fijas, una configuración llamada sexteto de Soddy, tras su descubrimiento y publicación por Soddy en forma de otro poema en 1936.
Las configuraciones de dimensiones superiores de hiperesferas mutuamente tangentes en geometría esférica o hiperbólica, con las curvaturas anteriormente definidas, satisfacen:
{\displaystyle {\biggl (}\sum _{i=1}^{n+2}k_{i}{\biggr )}^{\!2}=nC+n\,\sum _{i=1}^{n+2}k_{i}^{2},}
donde {\displaystyle C=2} en geometría esférica y {\displaystyle C=-2} en geometría hiperbólica.